# بساتين سراج الدين
قرية بساتين سراج الدين هي إحدى القرى التابعة لمركز بلبيس في محافظة الشرقية في جمهورية مصر العربية. حسب إحصاءات سنة 2006، بلغ إجمالي السكان في بساتين سراج الدين 3257 نسمة، منهم 1655 رجل و1602 امرأة.